# Caccobius indicus
Caccobius indicus är en skalbaggsart som beskrevs av Edgar von Harold 1867. Caccobius indicus ingår i släktet Caccobius och familjen bladhorningar. Inga underarter finns listade.